# 斯蒂芬·雷斯尼克
斯蒂芬·阿尔文·雷斯尼克（英语：Stephen Alvin Resnick, /ˈrɛznɪk/；1938年10月24日—2013年1月2日），美国马克思主义经济学家、教授。他以在马克思经济学、经济方法论和阶级分析等方面的著作闻名，其中大部分著作均为其与理查德·沃尔夫共同撰写，他们的作品和后马克思主义和后阿尔都塞主义的政治经济学观点联系尤其紧密。

## 人物生平
1960年，雷斯尼克于宾夕法尼亚大学获得经济学学士学位。1964年，他从麻省理工学院获得博士学位，毕业论文是对欧洲共同市场的计量经济学分析。
1965年到1971年，他在耶鲁大学任职，和斯蒂芬·海默一起聚焦于经济发展和国际政治经济学的研究，此期间曾于1964年前往菲律賓大學访学。此后，他在纽约城市学院短暂工作了两年。1973年开始，他在马萨诸塞大学阿默斯特分校经济系任教，从此他开始与理查德·沃尔夫合作。从那时起直到雷斯尼克去世，他们共同创作了许多文章和书籍，逐渐构想出一种非决定论的阶级分析视角，著作内容涉及马克思主义理论和价值分析、多元决定论、激进经济学、国际贸易、商业周期、社会形态、苏联、马克思主义与非马克思主义经济理论的比较。
雷斯尼克和沃尔夫的研究工作以路易斯·阿尔都塞和艾蒂安·巴里巴尔的《读<资本论>》（Reading Capital）为出发点，在其有影响颇巨的著作《知识与阶级》（Knowledge adn Class）中对卡尔·马克思的《资本论》第二卷和第三卷进行了非常细致精妙的解读。在雷斯尼克的著作中，马克思主义阶级分析引出了对剩余劳动的具体形式、占有和分配的存在条件的详细研究。
1989年，雷斯尼克和许多同事、学生共同创办了学术期刊《反思马克思主义》，旨在为对马克思主义的反思和发展研究提供一个学术交流平台。直到1994年，雷斯尼克一直担任该杂志的编辑委员会成员，此后仍继续担任该杂志顾问委员会成员。
之后直到逝世，雷斯尼克始终在马萨诸塞大学阿默斯特分校工作，在经济理论、经济发展和经济史方面教授本科课程和研究生研讨会，并指导博士生论文研究。雷斯尼克将他的主要研究兴趣列为马克思主义理论和经济史与经济发展。由于出色的工作成绩，他曾多次获得教学奖项。
2013年1月2日，雷斯尼克因白血病去世，享年74岁。

## 视频
- 《马克思主义经济学课程》 （页面存档备份，存于）
- 《社会主义经济学课程》 （页面存档备份，存于）
- 《经济系的过去和未来 （页面存档备份，存于）》圆桌座谈会
- 《斯蒂芬·雷斯尼克的纪念碑》 （页面存档备份，存于）理查德·沃尔夫
- 《我们40年合作的政治》 （页面存档备份，存于）